# Axe majeur
L'Axe majeur est une œuvre monumentale située à Cergy, dans le département du Val-d'Oise, en France. Elle s'inscrit dans une boucle de l'Oise, au centre de la ville nouvelle de Cergy-Pontoise. L’œuvre est conçue par le sculpteur israélien Dani Karavan à partir de 1980, ses premiers éléments apparaissant au cours des années 1980.
Sa réalisation connaît une longue période de creux jusqu'au milieu des années 2000 où sont réalisées les stations du bord de l'Oise. Inachevé par rapport aux divers plans créés, l'Axe est composé de douze stations sur une longueur de 3,2 kilomètres, incluant une tour penchée, un ensemble de douze colonnes, une passerelle, une île ou encore un rayon laser qui survole le parcours. Il débute dans le quartier auquel il a donné son nom, Axe Majeur - Horloge (anciennement Saint-Christophe) et s'achève à la limite avec Neuville-sur-Oise, après avoir survolé les étangs artificiels de Cergy-Neuville.
Symbole de la ville nouvelle, il est également l'une des œuvres importantes de Dani Karavan, qui accompagne sa construction pendant plus de trente ans. Il est par ailleurs lieu de tournage de film, de plusieurs clips de rap, et accueille un défilé de mode en 2021.

## Description

### Description générale

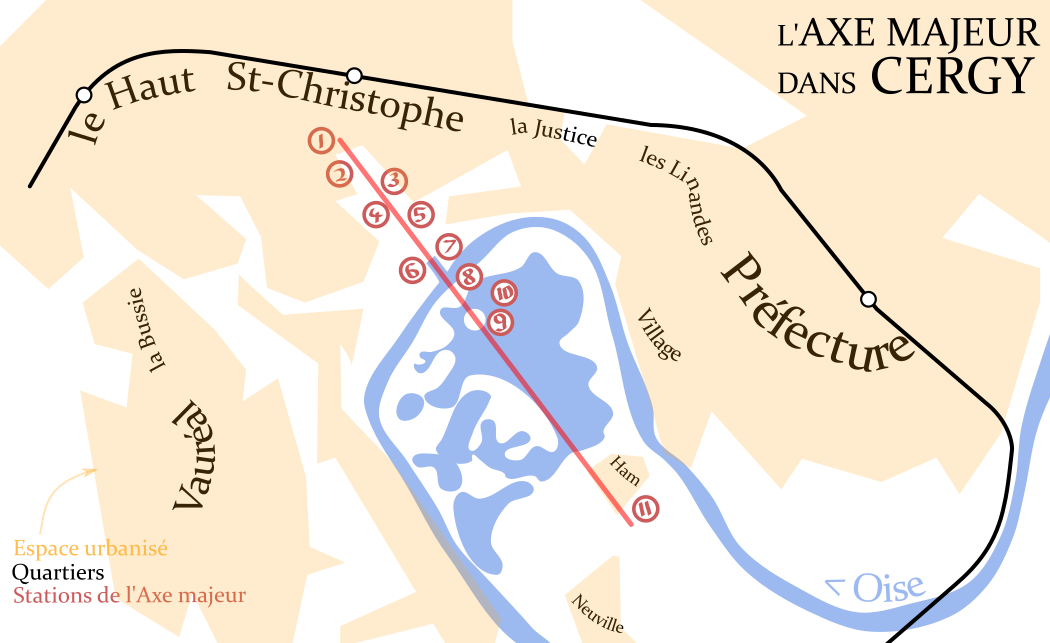
L'Axe majeur parmi les quartiers de Cergy-Pontoise.

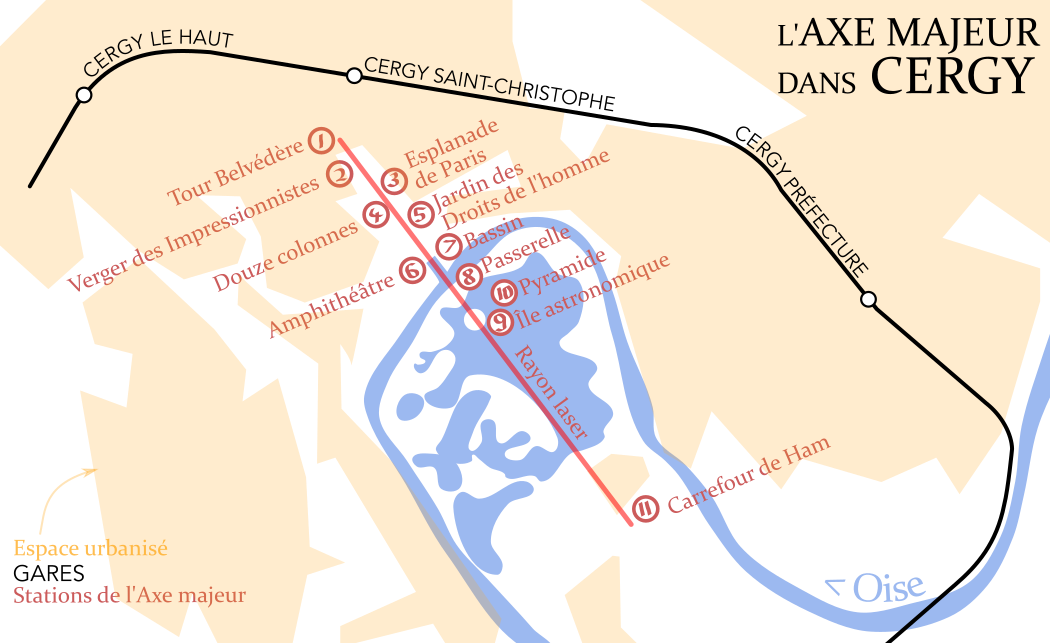
Carte des stations de l'Axe dans la boucle de l'Oise.

L'Axe majeur est composé de douze stations : 
1. La Tour Belvédère
2. Le Verger des impressionnistes Camille-Pissarro
3. L’Esplanade de Paris
4. Les Douze colonnes
5. Le Jardin des droits de l’homme Pierre-Mendès-France
6. L’Amphithéâtre Gérard-Philipe
7. Le Bassin
8. La Passerelle
9. L'Île astronomique
10. La Pyramide
11. Le Carrefour de Ham
12. Le Rayon laser.

L'ordre de ces stations correspond à leur ordre géographique en suivant l'Axe de la place Hubert-Renaud, en hauteur dans le quartier de l'Axe Majeur-Horloge ou Saint-Christophe, au hameau de Ham à la limite de Neuville-sur-Oise, à l'exception du Rayon qui est présent sur l'ensemble de l'Axe, et de la Pyramide qui est décalée. Jusqu'à la Passerelle, l'Axe est matérialisé par un cheminement ou des escaliers en béton blanc, parcourus en leur centre d'une rigole triangulaire. Plusieurs structures comme la Tour Belvédère, la Passerelle ou les Douze colonnes ponctuent le parcours, qui croise deux voies de circulation routières.

### La Tour Belvédère
La Tour Belvédère est le point de départ au nord-ouest et en altitude de l'Axe, dans le quartier des Hauts de Saint-Christophe. À son sommet, elle offre le seul point de vue sur l'ensemble de l’œuvre, et permet d'embrasser du regard une grande partie de la ville nouvelle et de ses alentours, à 360°. C'est de ce sommet que part le rayon laser qui constitue la douzième station de l'Axe majeur.
La tour est conçue inclinée de 1,5° en direction de l'Oise, ce qui évoque la tour de Pise, mais elle fait également référence aux observatoires astronomiques ainsi qu'à la colonne Médicis, à Paris. Elle prend place au milieu de la place Hubert-Renaud, dite place des colonnes (bien que celles des bâtiments soient factices), qui est quasi-intégralement ceinte de bâtiments de style néoclassique conçus par Ricardo Bofill. C'est l'agence de ce dernier qui signe le permis de construire, la tour étant considérée comme un immeuble, ce qui empêche administrativement Dani Karavan de le signer.
À l'instar du nombre de stations, les caractéristiques de la tour sont symboliques, avec une forte présence du nombre 12 et ses multiples : l'ouvrage a une hauteur de 36 mètres et des côtés dix fois moindres, il est formé par la superposition de 24 parallélépipèdes d'un mètre et demi d'épaisseur, et l'escalier de 184 ou 147 marches qui mène au sommet effectue 12 rotations. La voie qui suit l'Axe en quittant la place est elle-même d'une largeur de 3,60 mètres.
L'érection de la tour constitue l'acte fondateur de l'Axe majeur et rend le projet « irréversible ». Actée par une réunion au ministère de la Culture le 3 janvier 1985, la construction débute en juillet, et le monument est inauguré par Jack Lang le 14 janvier 1986. La place est rénovée en 2004 par la communauté d'agglomération de Cergy-Pontoise.

### Le Verger des impressionnistes Camille-Pissarro
La voie piétonne qui depuis la place Hubert-Renaud descend vers l'Esplanade de Paris est bordée de part et d'autre par un verger de 2,5 hectares, comportant 873 arbres fruitiers. Ces arbres doivent se refléter dans des miroirs d'eau, mais ceux-ci ne sont pas réalisés, et la station n'est donc pas achevée.
Le verger existe avant la ville nouvelle, et Dani Karavan décide de l'intégrer dans son œuvre, contrairement à son idée initiale et à la volonté des urbanistes qui veulent destiner l'espace à des jeux pour enfants. Le nom de la station fait référence au peintre Camille Pissarro et aux autres peintres impressionnistes de la région, dont les peintures sont inspirées de paysages similaires à celui dans lequel s'inscrit l'Axe majeur.
En 2005, le verger est restauré ; 678 arbres fruitiers sont remplacés et seuls 195 sont conservés.

### L’Esplanade de Paris
L'Esplanade de Paris est une vaste place d'environ 2 hectares (240 ou 280 par 70 mètres) et vide à l'exception d'une fontaine de vapeur et des Douze colonnes, à l'extrémité côté Oise. Au nord-ouest, elle est longée par le boulevard de l'Oise, l'une des deux voies routières qui traversent l'Axe majeur, et qui la sépare du Verger des impressionnistes. Au sud-est commencent les fortes déclivités et l'escalier de l'Axe majeur, offrant un panorama sur La Défense et vers Paris.
Le sol de l'esplanade est de trois natures. L'Axe majeur est matérialisé par la voie centrale en ciment blanc de 3,60 mètres de large. Au nord-ouest et autour de cette voie des pavés provenant de la cour du Louvre forment une demi-lune : ils symbolisent le poids historique de Paris en partie conféré aux villes nouvelles. Le reste de l'esplanade, très majoritaire, est fait de terre stabilisée. L'implantation d'une voie ferrée dans la diagonale de l'esplanade, prévue par Dani Karavan, n'est pas effectuée.
La pente douce de 3 % sur l'ensemble de l'esplanade a nécessité en 1986 un rehaussement allant jusqu'à 6 mètres, et donc le déplacement de 30 000 mètres cubes de terre provenant de la tranchée réalisée pour le prolongement de la ligne de la bifurcation de Neuville à Cergy-Préfecture la jusqu'à la gare de Cergy-Saint-Christophe.

### Les Douze colonnes
Les douze colonnes de béton, au bout de l'Esplanade de Paris, sont hautes de 12 mètres de béton blanc. Cylindriques et creuses, elles sont disposées en deux groupes de trois par deux de part et d'autre de l'Axe, et constituent un point de rupture entre les vastes étendues menant à la Tour Belvédère en pente douce, et la raide déclivité descendant vers l'Oise au sud-est.
Leur mise en place débute à l'achèvement de l'Esplanade, en 1986. Grâce au mécénat de vingt-quatre entreprises cergypontaines, dont les noms sont inscrits aux pieds des structures, et qui donnent chacune 240 000 francs, la construction débute en 1987 pour s'achever en 1989.

### Le Jardin des droits de l’homme Pierre-Mendès-France
Le Jardin des droits de l’homme se situe dans la pente de 235 mètres de long et de 42 mètres de dénivelé qui relie l'Esplanade de Paris aux bords de l'Oise. Il est longé en son contrebas par la rue de Vauréal, deuxième et dernière route à croiser l'Axe majeur. Doté de quelques terrasses, il abrite à la fois des plantations spontanées, comme les cyprès qui ont nécessité de rétrécir l'Axe d'un mètre sur une longueur d'un mètre, et des espèces plantées pour l’œuvre, comme l'olivier de Vinci (le climat d'altitude de la ville préparant l'arbre à celui de l'Île-de-France). L'artiste a donné le nom de Pierre Mendès France au jardin en hommage à celui qui appréciait le projet de son vivant. Le jardin est inauguré en 1990 par François Mitterrand. L'escalier actuel (en 2015) date de 2010 et est constitué de dalles préfabriquées en usine.

### L’Amphithéâtre Gérard-Philipe

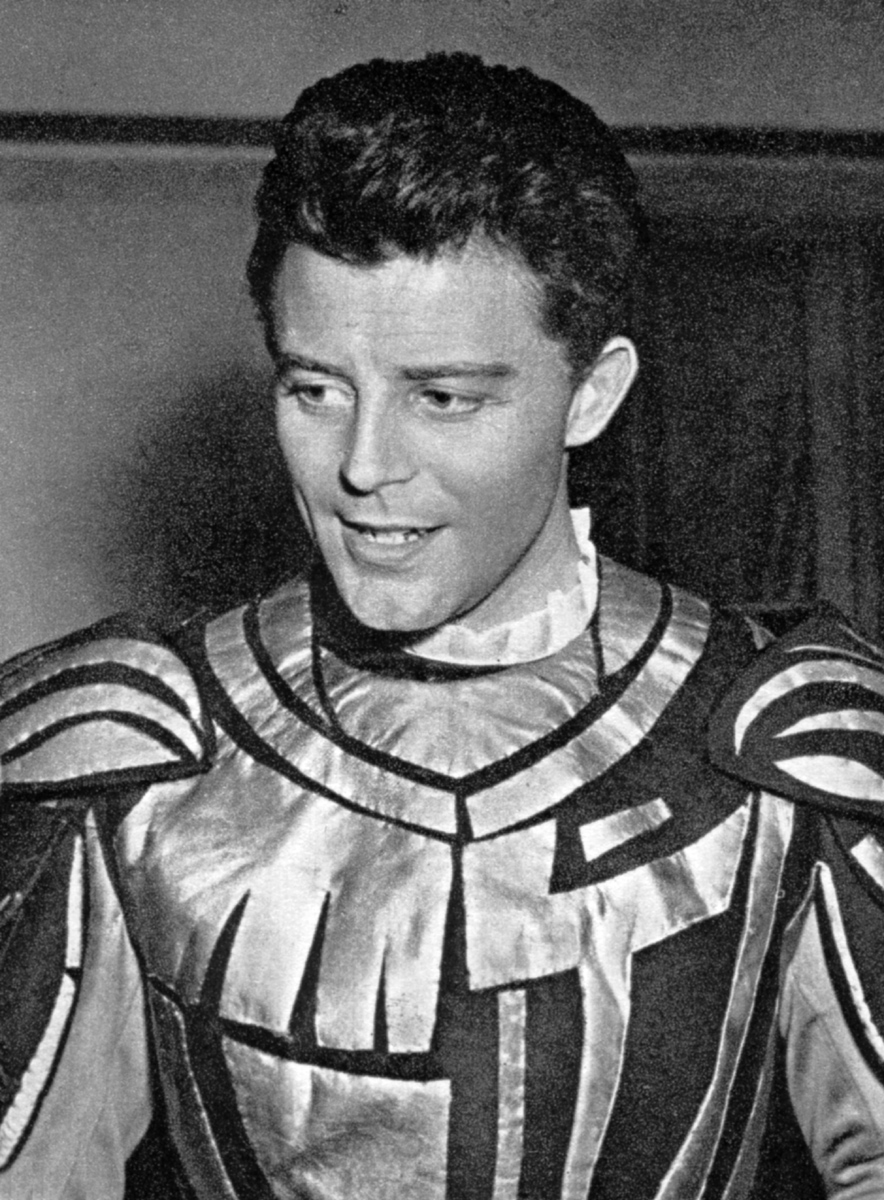
Gérard Philipe en 1954.

L'amphithéâtre de 3 000 places dont 600 en gradins se situe sous la Passerelle, au bord du Bassin. Demi-cercle de 43 mètres de rayon construit en bois et en béton, il tire son nom de l'homme de théâtre Gérard Philipe dont l'ancienne maison est toute proche. Il est réalisé en 2008 avec le Bassin et la Passerelle.

### Le Bassin
Avant de traverser l'Oise, au lieu de s'appuyer sur les berges, la Passerelle franchit un bassin de 146 mètres ouvert sur la rivière. Néanmoins, contrairement aux plans initiaux, les pieds reposent sur un remblai au lieu de plonger dans les eaux. Ce bassin de 86 mètres de largeur et d'1,20 mètre de profondeur nécessite d'importantes compensations écologiques lors de sa mise en place. Ses eaux sont imperceptiblement protégés des sédiments de l'Oise par un seuil sous le niveau de l'eau et renouvelées en permanence par le détournement d'une partie d'une source à proximité.

### La Passerelle

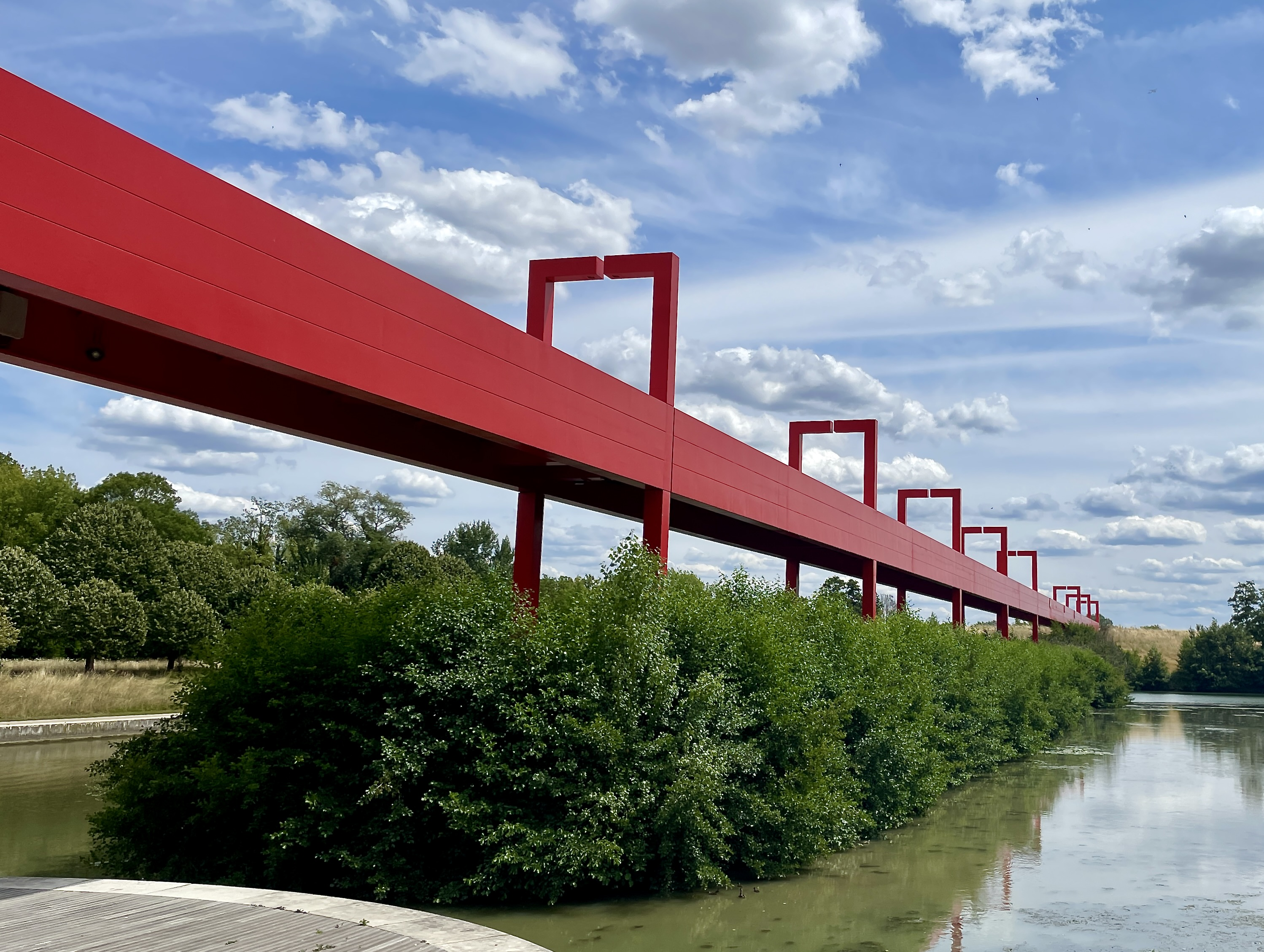
La passerelle au dessus du Bassin.

Depuis le pied de l'escalier et la rue de Vauréal, la Passerelle surplombe l'Amphithéâtre et le Bassin avant de franchir l'Oise et de rejoindre le chemin qui longe l'Oise. Ce chemin est également bordé par les étangs de Cergy (qui accueillent la base de loisirs), qui sont traversés par l'Axe majeur après la Passerelle. D'un rouge vif, la Passerelle est surplombée par neuf portiques, qui prolongent les piliers mais sont également installés aux deux extrémités. Les portiques forment quasiment une arche rectangulaire mais sont néanmoins disjoints de quelques dizaines de centimètres à leur sommet, ne formant pas d'obstacle entre la rigole matérialisant l'Axe et le ciel.
La plus longue travée (75 mètres), surplombant l'Oise, est installée en 2001. C'est en 2008 que sept nouvelles travées portent la longueur de l'ouvrage à 251 mètres. La Passerelle est la station emblématique de l'Axe majeur, et ses portiques offrent des cadres multiples sur le paysage environnant.

### L'Île astronomique
L'île artificielle et parfaitement ronde est construite en 1989 au sein de l'étang de Cergy. D'un diamètre de 140 mètres à la base, ses berges sont inclinées pour atteindre un plateau sommital d'un diamètre de 100 mètres. Si la Passerelle devait se prolonger jusqu'à l'Île astronomique, celle-ci n'est finalement accessible qu'en franchissant le plan d'eau. La structure se situe à mi-chemin de l'Axe, la Tour Belvédère étant située à environ 1,5 kilomètre, de même que la station finale du Carrefour de Ham. Au-delà de l'Île, l'Axe survole les eaux de l'étang sans être matérialisé.

### La Pyramide
De 20 mètres de côté et de 10 mètres de haut, contemporaine de l'Île astronomique, la Pyramide n'est pas située sur l'Axe mais sur le côté, au niveau de l'île. Elle est ainsi symbole d'un décalage de point de vue, et apporte une forme traditionnelle et puissante, classique dans l’œuvre de Dani Karavan. Elle est creuse et ouverte, son intérieur étant accessible depuis une embarcation. Concrètement, il s'agit de l'empilement de 177 éléments de béton blanc, formant des sortes d'escaliers sur les côtés de la sculpture.

### Le Carrefour de Ham
Cette station, devant marquer l'achèvement au sol de l'Axe au niveau du hameau de Ham, n'est pas réalisée. Le projet de Dani Karavan prévoit le réaménagement d'un important carrefour routier à la limite de Cergy et Neuville-sur-Oise. Seul un portique en métal, qui permet d'arrêter le rayon laser, est présent sur le lieu.

### Le Rayon laser
La douzième station est garante de l'unité de l'Axe en le surplombant sur l'ensemble de son parcours. Le rayon laser vert a une portée de 3,2 kilomètres et est émis depuis la Tour Belvédère, première station de l'Axe.

## Histoire
L’œuvre est principalement construite en deux périodes, dans la deuxième moitié des années 1980 au moyen du très fort développement de la ville nouvelle de Cergy-Pontoise, puis dans le milieu des années 2000, après la création de la communauté d'agglomération. Le nom d'« Axe majeur » est, au début du projet, provisoire, avant d'être définitivement adopté. Le coût de construction, est, en valeur 2010, de 38 millions d'euros TTC.

### Contexte de la ville nouvelle
Dans les années 1960 est décidée par l’État la construction de plusieurs villes nouvelles autour de Paris, dans le but de désengorger la capitale. Ces villes nouvelles doivent s'affirmer en tant qu'entités indépendantes, tant au niveau des infrastructures que des services, des emplois et de l'identité. Cergy-Pontoise est l'une de ces villes, et son emplacement est choisi notamment en raison du site intéressant qu'il offre autour d'une boucle de l'Oise. Les urbanistes et les politiques décident d'une urbanisation en fer-à-cheval autour du méandre, avec une ville nouvelle dont le centre géographique est une grande base de loisirs. Ils envisagent alors de fixer le centre le plus important de cette ville au niveau de Saint-Christophe. L'Axe majeur apparaît alors sur les dessins des urbanistes comme élément structurant de la ville, allant du centre vers Paris en séparant deux grands ensembles de la ville nouvelle. Pour des raisons d'échéancier, le centre prend finalement corps autour de la Préfecture, mais l'axe reste dans les travaux menés par Bernard Hirsch, assisté d'urbanistes comme Bertrand Warnier ou Michel Jaouën au sein d'un Établissement public d'aménagement (EPA).
Pour la chercheuse Caroline de Saint-Pierre, l'Axe majeur participe à la création d'un rapport au lieu dans la ville nouvelle. La logique de son implantation est celle, comme pour d'autres espaces cergypontains, d'une nature centrale dans la ville, et d'une « ville aérée ».

### Commande

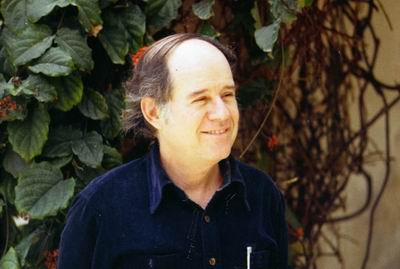
Dani Karavan en 1979.

En 1980, Michel Jaouën écrit une lettre à Dani Karavan, dont il connaît les travaux à Florence, pour lui présenter l'Axe majeur et la nécessité d'une intervention artistique. Celui-ci vient visiter le site et, conquis, présente un projet qui est accepté. Il emménage alors à Paris, grâce au soutien du Centre Pompidou, et travaille sur le projet en collaboration avec urbanistes, architectes et politiques. La réalisation d'une grande œuvre d'art public n'apparaît pas toujours primordiale à ces derniers, notamment par rapport à la réalisation du réseau d'assainissement ou d'autres infrastructures de la ville nouvelle.

### Premières réalisations
Si les différentes stations composant l'Axe majeur sont identifiées dès 1980, ce n'est qu'en 1985 que débute la construction de la Tour Belvédère, alors que le quartier de Saint-Christophe est largement construit (mais pas encore desservi par le train). Les premières stations : le Verger des impressionnistes, l'Esplanade de Paris, les Douze colonnes et le Jardin des droits de l'homme, sont réalisées en suivant jusqu'en 1990 ; au bord de l'Oise, l'Île astronomique et la Pyramide sont réalisées en lien avec la base de loisirs, à la fin des années 1980. Une association est créée pour soutenir le projet et sa poursuite.
Au début des années 1990, le projet, en partie achevé mais n'offrant pas de franchissement de l'Oise, souffre du désintérêt des politiques locales. L'importance plus grande donnée au marché de l'art par rapport à l'art public semble jouer un rôle dans cette désaffection, mais la crainte des politiques d'offrir un accès plus facile à la base de loisirs pour la population très cosmopolite de Saint-Christophe ne favorise pas non plus l'avancée du projet dans un contexte budgétaire toujours contraint. Des raisons de préservation des espèces sont également avancées.
Le 18 octobre 1990 François Mitterrand, alors Président de la République Française, se rend à Cergy-Pontoise pour inaugurer l'Axe Majeur.

### Reprise du projet

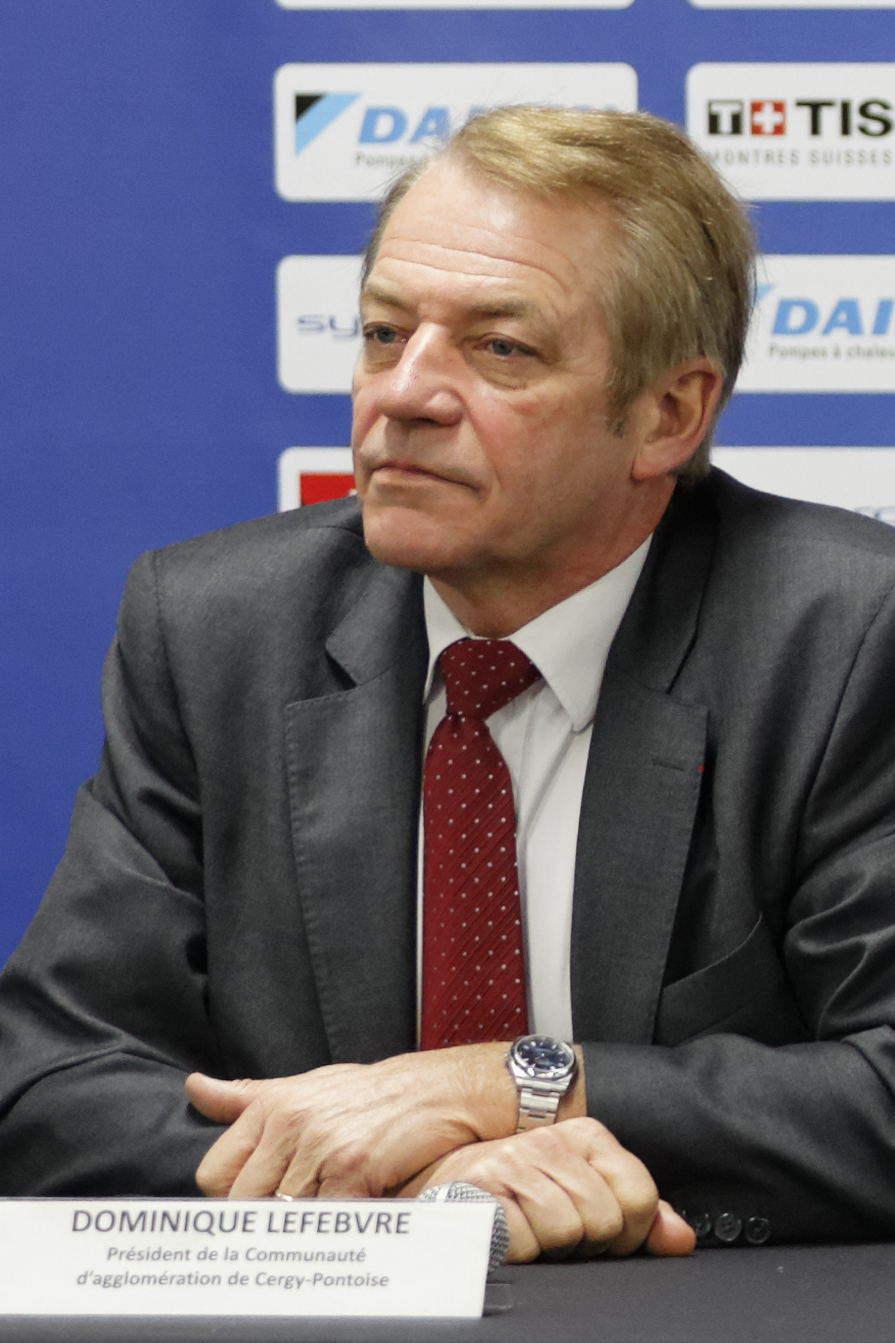
Dominique Lefebvre en 2014.

En 1998, le changement de majorité du conseil régional d'Île-de-France, dont Jean-Paul Huchon devient président, relance le franchissement de l'Oise dont une première version est achevée en 2001. L'année suivante, l'Établissement public d'aménagement cède la place à la communauté d'agglomération de Cergy-Pontoise, présidée par Dominique Lefebvre, qui décide rapidement de la poursuite de l’œuvre avec Dani Karavan, toujours présent. En 2003 est voté un budget qui permet la réalisation des trois stations imbriquées sur l'Oise que sont l'Amphithéâtre, le Bassin et la Passerelle en 2008.
En 2008 est annoncé la création d'un centre de réserves du Louvre et d'autres musées parisiens, qui doit se situer à Neuville-sur-Oise, dans le prolongement de l'Axe. Le projet de centre de réserves du Louvre s'implante finalement près du Louvre-Lens, en Nord-Pas-de-Calais.

## Accès et accessibilité
Les premières stations de l'Axe, au sein du quartier de Saint-Christophe, sont logiquement mieux desservies que celles du bord de l'Oise, et la marche est le seul moyen de parcourir le parcours de l'Axe jusqu'à la Passerelle — l'Île astronomique et la Pyramide étant ceintes d'eau.

### Desserte du haut de l'Axe
Les premières stations de l'Axe majeur sont en hauteur dans le quartier de Saint-Christophe ou Axe Majeur-Horloge, et sont donc desservies par la voirie de ce dernier, notamment le boulevard de l'Oise qui croise l'axe entre le Verger des Impressionnistes et l'Esplanade de Paris. La place Hubert-Renaud est à proximité de la gare de Cergy-Saint-Christophe, qui est également desservie par de nombreuses lignes de transport en commun routières. Plus proches de la place et de l'Esplanade de Paris, plusieurs arrêts de bus du réseau de bus Cergy-Pontoise Confluence desservent également l'Axe : Mondétour sur la ligne 40, Rond-Point du Tilleul sur les lignes 40 et 36, Martelet sur les lignes 45 et 36. Une station de vélo en libre service VélO2, nommée Axe Majeur, est située sur le côté de l'Esplanade de Paris.

### Desserte du bas de l'Axe
L'Axe est croisé par la rue de Vauréal au bas de l'escalier, à l'extrémité de la Passerelle. Néanmoins, il n'existe pas de parc de stationnement à proximité. La rue de Vauréal est empruntée par la ligne 38 de Cergy-Pontoise Confluence ; aucun arrêt ne dessert directement l'Axe mais l'arrêt Gency est situé un peu plus à l'est. La Passerelle permet notamment de rejoindre une voie cyclable et piétonne qui longe la boucle de l'Oise sur sa rive gauche.

### Accessibilité piétonne
L'Axe est parcourable à pied de la Tour Belvédère au bout de la Passerelle, en suivant la voie aménagée de 3,60 mètres de large. Cette accessibilité est restreinte par les escaliers du Jardin des droits de l'homme, mais aussi par la rigole qui occupe le centre de la voie et des escaliers. Celle-ci peut notamment être gênante pour les cycles qui empruntent la Passerelle.

## Dans la culture
D'après l'architecte Michel Jaouën, l'Axe aurait inspiré le philosophe et poète Jean Parvulesco.
De nombreux artistes y ont tourné des clips, en particulier des rappeurs tel que Disiz, Sofiane, Koba la D, Maître Gims, La MG, Soolking, Georgio ou Elyo, membre du groupe Panama Bende et Sébastien Tellier. Les films Naissance des pieuvres (2007), Seuls (2017)[réf. nécessaire] et Nicky Larson et le Parfum de Cupidon (2018) y ont également été tournés.
En 2021, le site est choisi par la maison Louis Vuitton pour filmer son défilé Croisière 2022, qui se déroule le 15 juin 2021,, Le choix est conditionné par la situation sanitaire liée à la crise du Covid-19 qui nécessite que le défilé se déroule en France. Il s’oriente vers l’Axe Majeur car son architecture, décrite comme « dystopique » par le directeur artistique des lignes féminines, Nicolas Ghesquière, s’accorde, selon lui, à la collection présentée.
En 2022, le père Jean-Marc Pimpaneau, curé de Cergy, publie un guide pratique pour partir à la découverte de l'axe majeur en 5 itinéraires s'appuyant sur le livre biblique de l'Exode,.

## Galerie

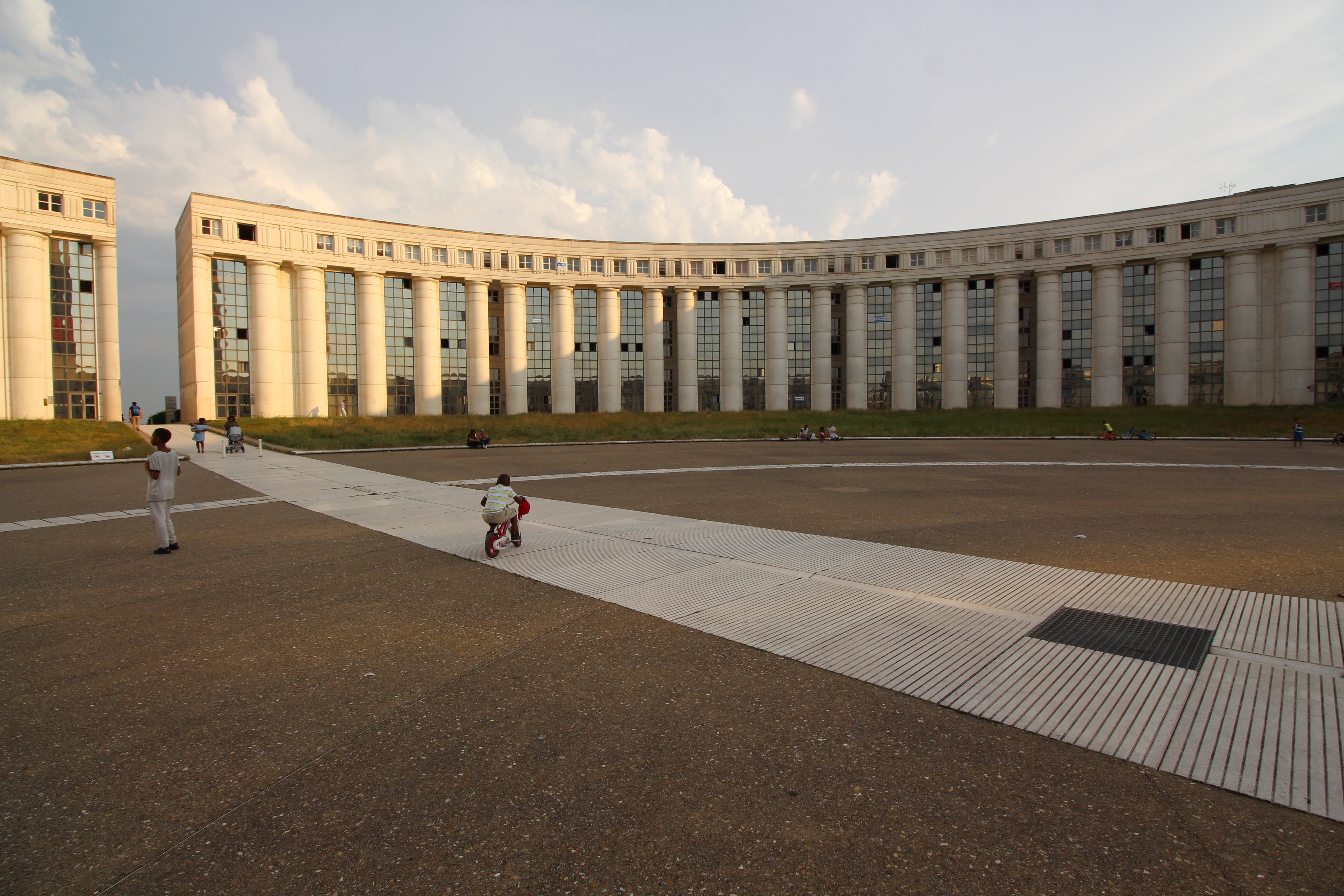
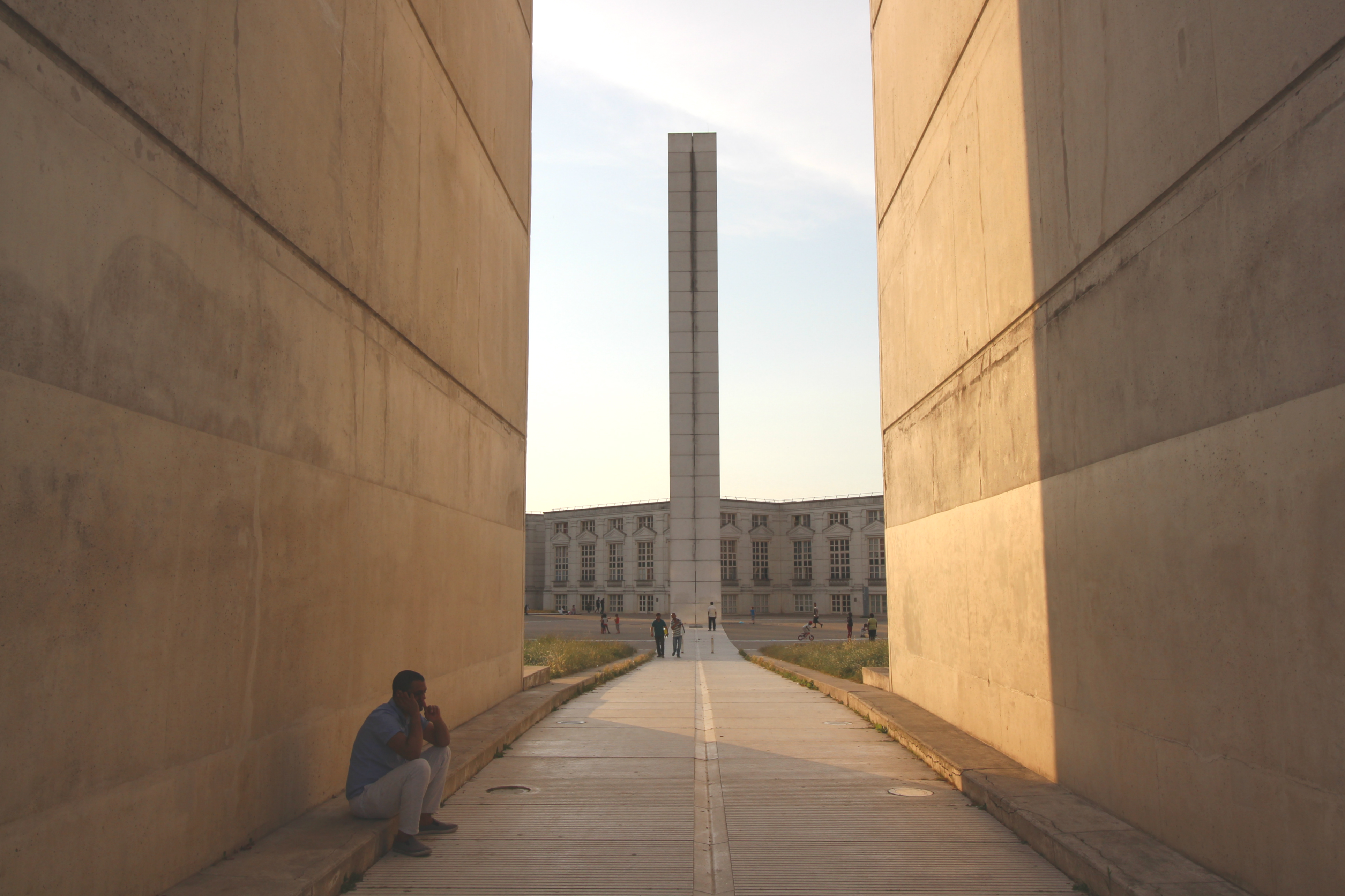
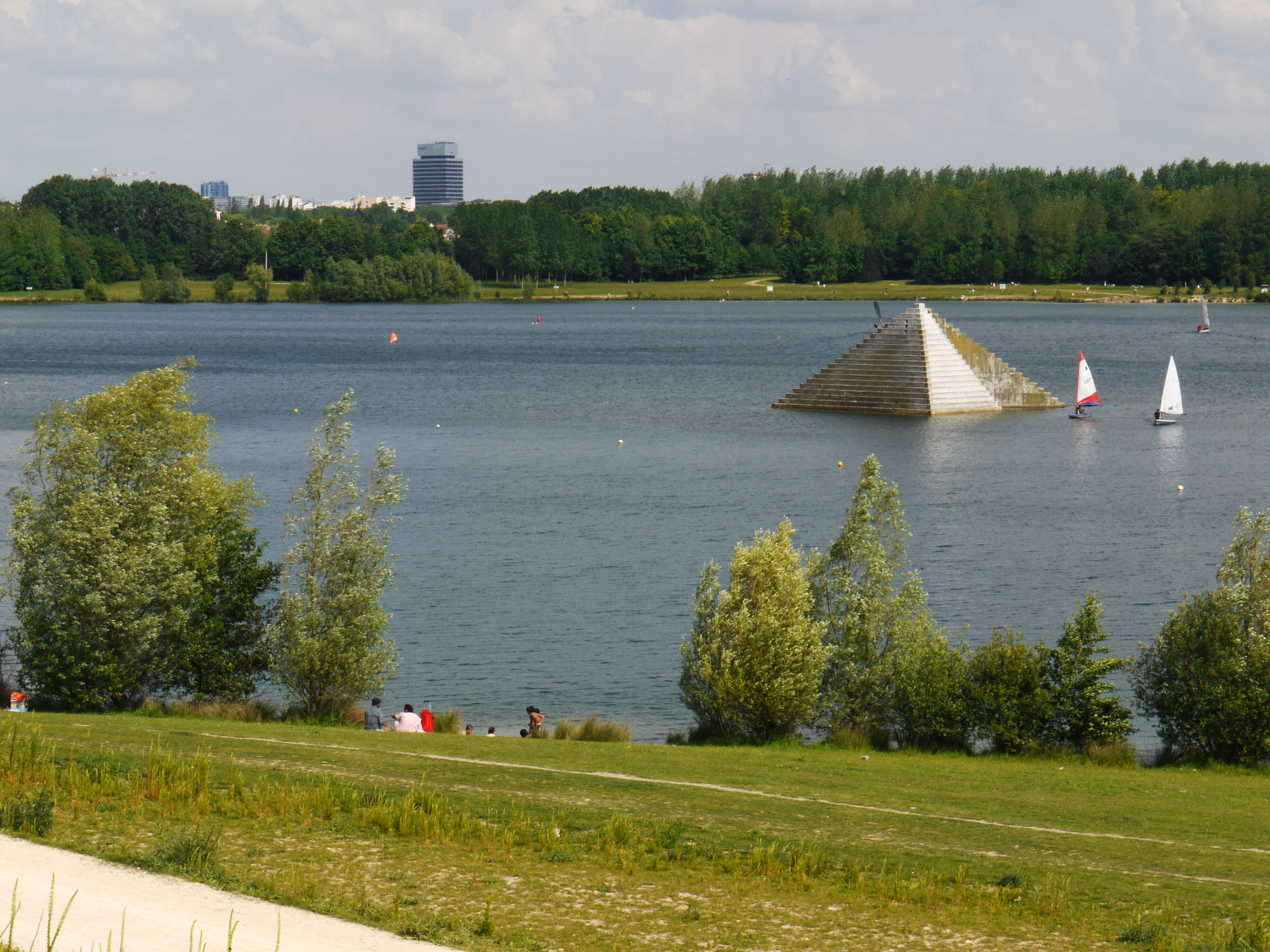
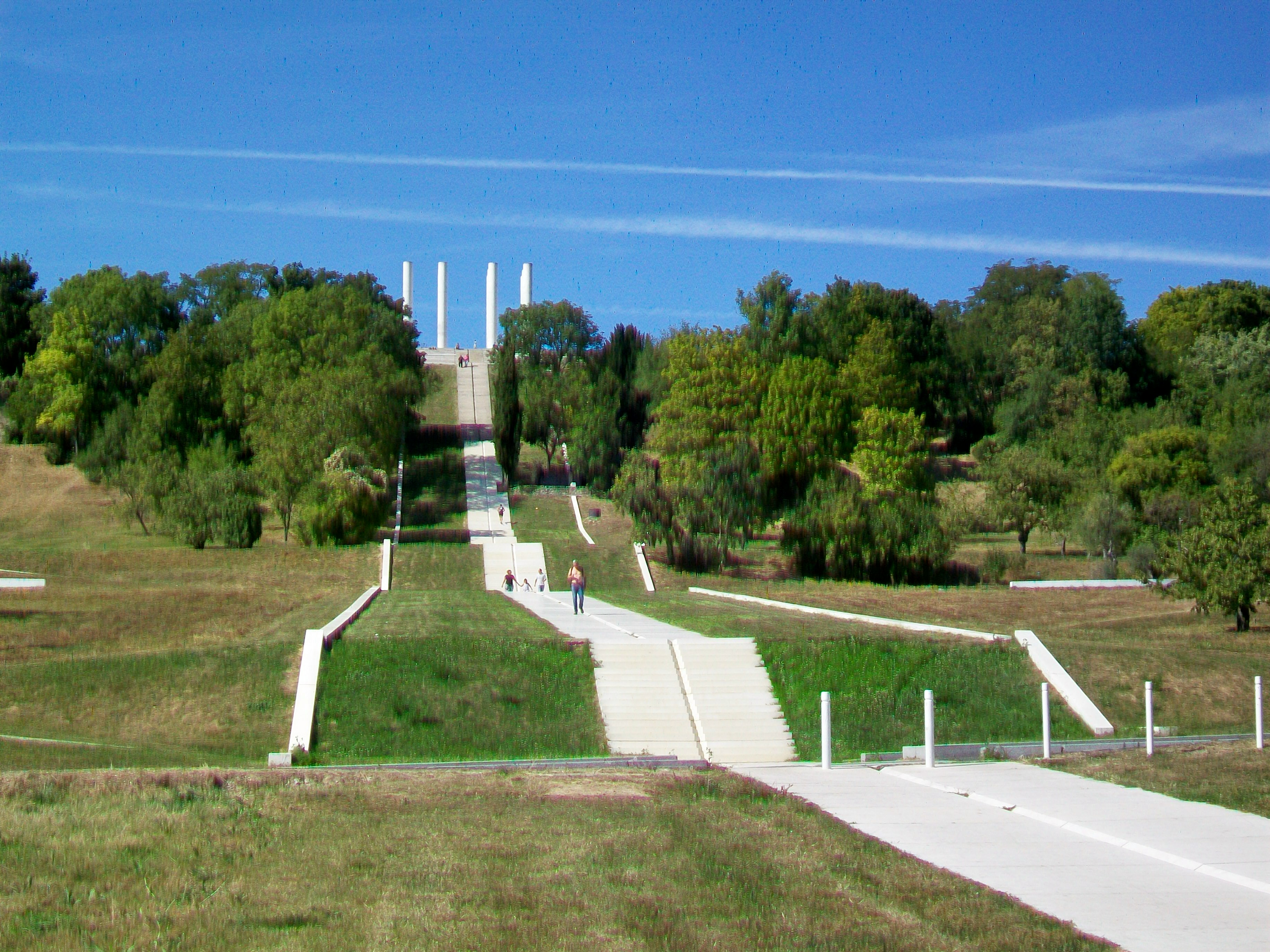
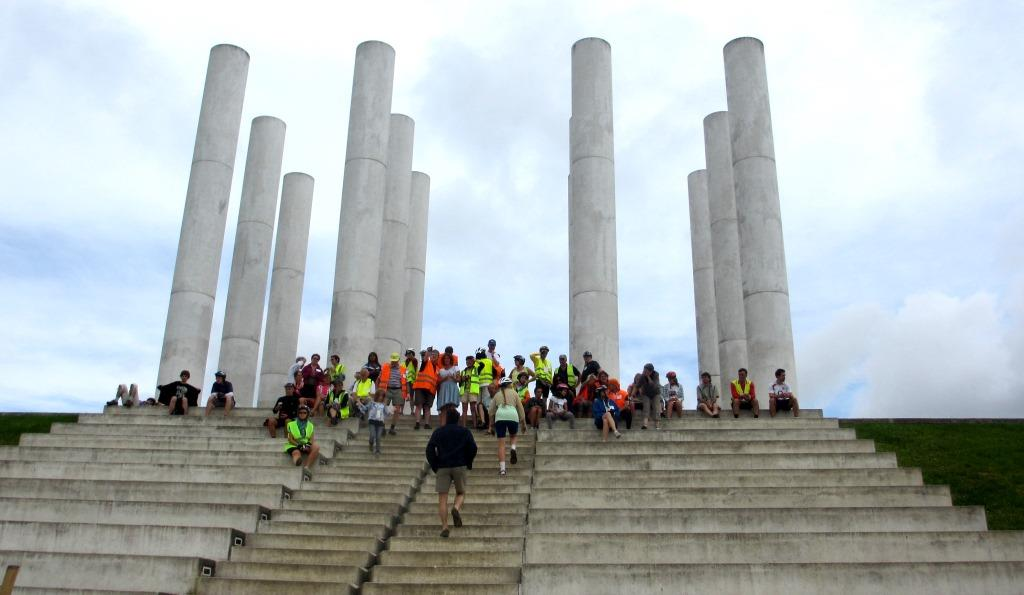
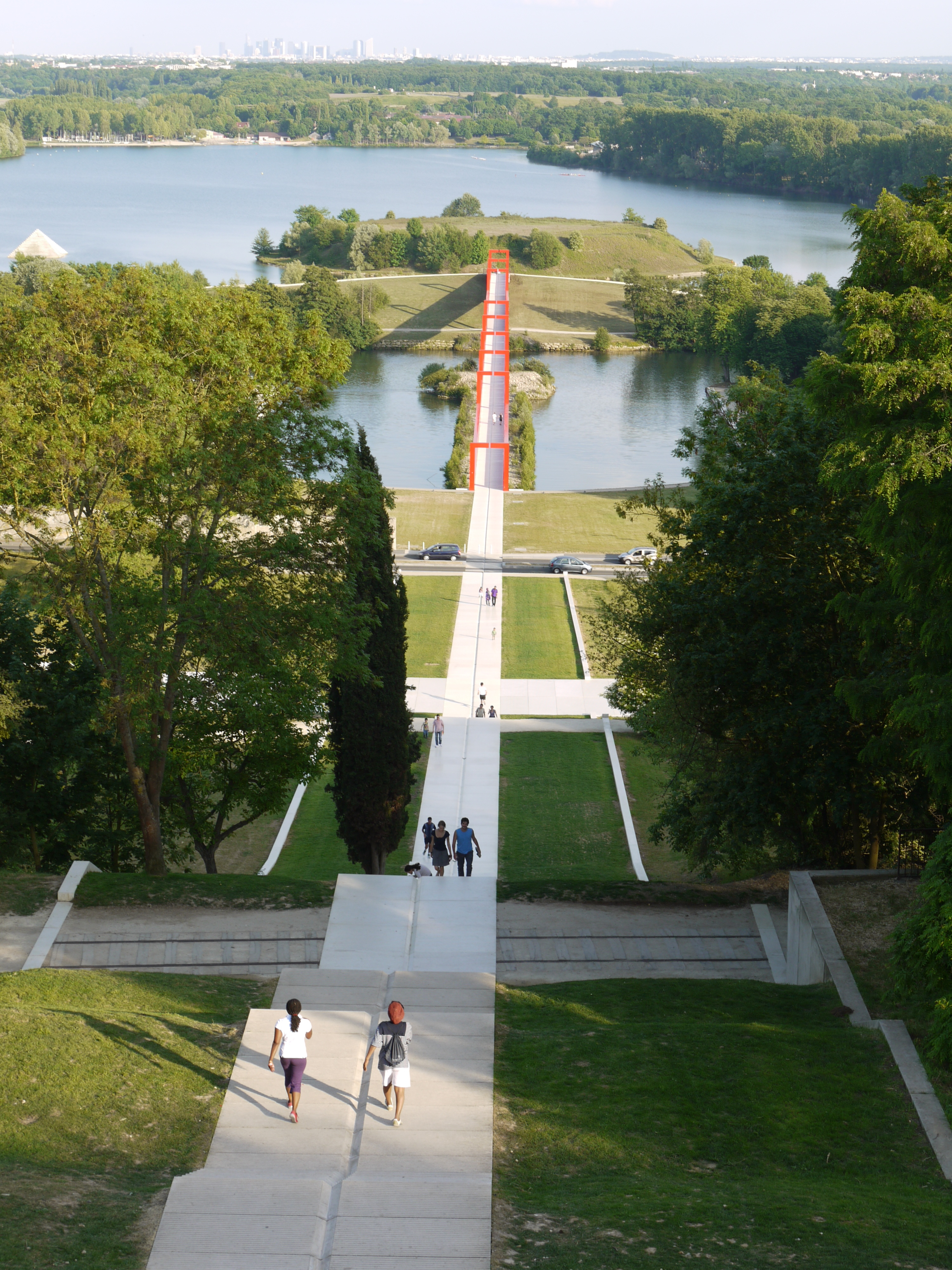
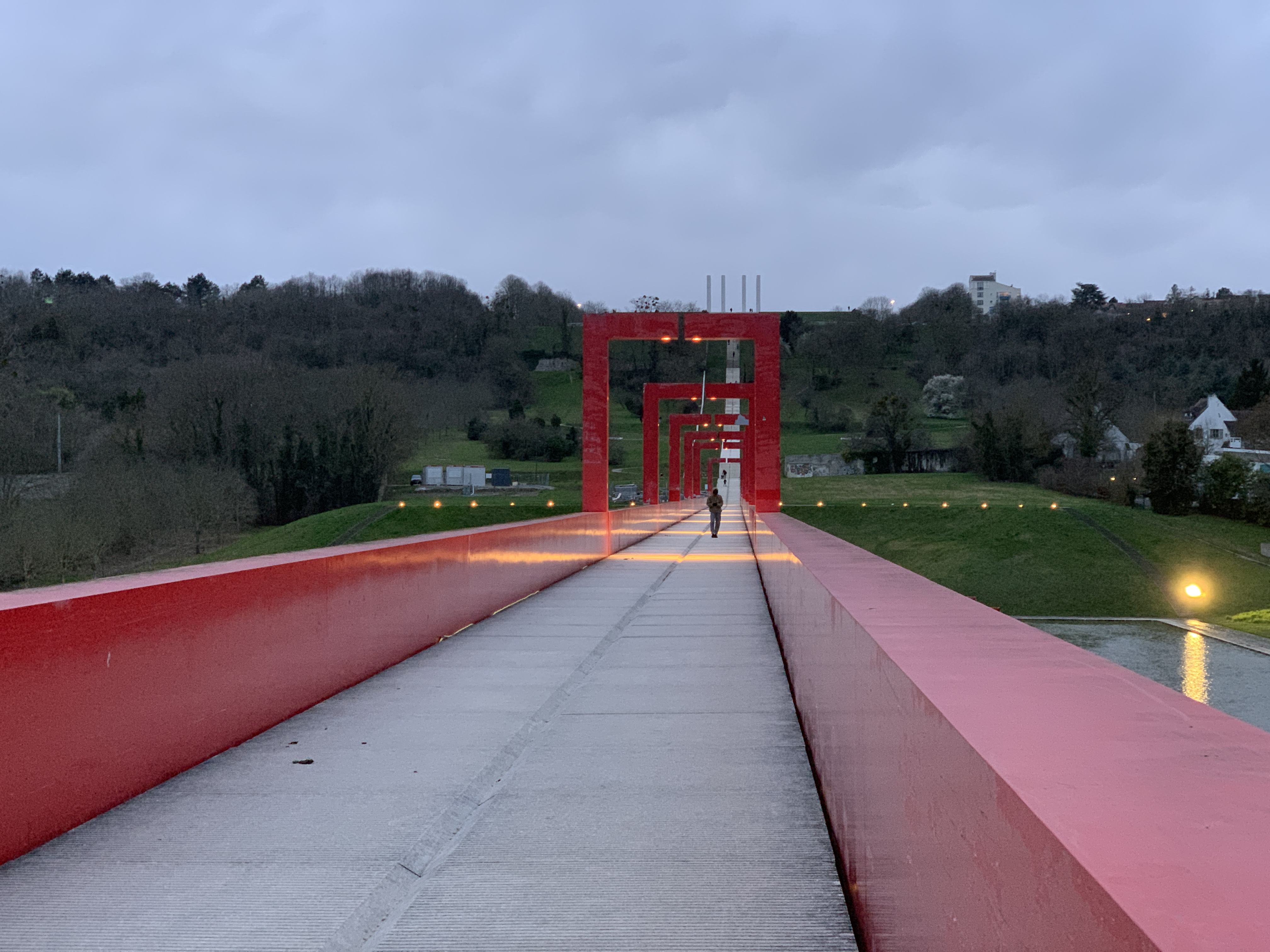